# Хегелер, Аня
Аня Хегелер (нем. Anja Hegeler; при рождении Дальгрюн (нем. Dahlgrün); 7 ноября 1965, Гамбург — 24 декабря 2022, Вандсбек, Гамбург) — немецкая шахматистка, международный мастер среди женщин (1988).
Участница 6-го чемпионата Европы среди девушек (1984) в г. Катовице (12-е место, 18 участниц) и 3-го чемпионата мира среди девушек (1985) в г. Добрна (7-е место, 22 участницы).
В составе сборной ФРГ — участница 13-й Олимпиады (1988) в Салониках.
По состоянию на ноябрь 2021 года не входила в число активных немецких шахматисток и занимала 4687-ю позицию в национальном рейтинг-листе.

## Изменения рейтинга
| Графики недоступны из-за технических проблем. См. информацию на Фабрикаторе и на mediawiki.org. |